# Ścieżka bogów i ludzi
Ścieżka bogów i ludzi (także: ścieżka zwyczajna) – jest to najbardziej podstawowa (fundamentalna) ścieżka buddyjska, która prowadzi do tymczasowego osiągnięcia szczęścia w tym życiu lub przyszłych żywotach, jednak nie prowadzi do oświecenia (czyli w szczególności trwałego wyzwolenia się ze  świata cierpienia)

## Ścieżka ludzi
Na ścieżce ludzi podstawowym poglądem jest zrozumienie prawa przyczyny i skutku i jeżeli praktykujący potrafi zastosować to prawo w swoim życiu, to wówczas ta ścieżka prowadzi do osiągnięcia dobrego odrodzenia w przyszłości (czyli: długie życie, kochający rodzice, zdrowie, dobrobyt itd... ). Najwyższy owoc na tej ścieżce uzyskuje się poprzez praktykowanie szczodrości i można odrodzić się w świecie nawet wyższym niż świat ludzi (nieba), jednak nie wyjdziemy poza świat pragnień.

## Ścieżka bogów
Aby wyjść poza świat pragnień, czyli odrodzić się w świecie formy lub bezforemnym należy dodatkowo (poza ścieżką ludzi) posiadać pewne osiągnięcia medytacyjne (osiągnięcie samadhi, a następnie czterech  dhjan dla świata formy i dalej kolejnych  czterech dhjan dla świata bezforemnego). Ta ścieżka - podobnie jednak jak ścieżka ludzi - nie doprowadza do wyzwolenia się z sansary.